# خیلی شب‌ها
«خیلی شب‌ها» (به انگلیسی: Too Many Nights) ترانه‌ای از تهیه‌کنندهٔ موسیقی آمریکایی مترو بومین و رپر آمریکایی فیوچر به‌همراهٔ رپر آمریکایی دان تالیور می‌باشد که در دومین آلبوم استودیویی مترو تحت عنوان قهرمانان و شروران (۲۰۲۲) قرار دارد.